# Dactylotum corallinum
Dactylotum corallinum är en insektsart som först beskrevs av Henri Saussure 1861.  Dactylotum corallinum ingår i släktet Dactylotum och familjen gräshoppor. Inga underarter finns listade i Catalogue of Life.